# BYQ
BYQ – dziewiąty album studyjny polskiego rapera Małacha. Wydawnictwo ukazało się 3 września 2021 nakładem wytwórni muzycznej Sony Music Entertainment Poland.
Album jest utrzymany w stylu muzyki hip-hop. Składa się z wersji standardowej (1 CD).
Płyta dotarła do 1. miejsca polskiej listy sprzedaży – OLiS. Wydawnictwo uzyskało status złotej płyty, przekraczając liczbę 15 tysięcy sprzedanych kopii.

## Lista utworów
Opracowano na podstawie materiału źródłowego.
| BYQ – Wersja standardowa | BYQ – Wersja standardowa | BYQ – Wersja standardowa |
| Nr                       | Tytuł utworu             | Długość                  |
| ------------------------ | ------------------------ | ------------------------ |
| 1.                       | „Intro 2021”             | 1:45                     |
| 2.                       | „Żyję”                   | 3:00                     |
| 3.                       | „Palę”                   | 2:50                     |
| 4.                       | „Podróż”                 | 3:36                     |
| 5.                       | „Po 30”                  | 2:59                     |
| 6.                       | „Ruszył”                 | 5:06                     |
| 7.                       | „Zahartowany”            | 3:36                     |
| 8.                       | „Ashwagandha”            | 3:01                     |
| 9.                       | „Nadbagaż”               | 3:09                     |
| 10.                      | „Obdrapany marmur”       | 2:57                     |
| 11.                      | „BYQ”                    | 4:00                     |
| 12.                      | „Nienawidź”              | 3:13                     |
| 13.                      | „Nie ma mnie”            | 2:47                     |
| 14.                      | „Jeszcze przyjdzie czas” | 3:17                     |
| 15.                      | „My”                     | 2:48                     |
| 16.                      | „Jestem”                 | 4:26                     |
| 17.                      | „Raport z osiedla”       | 4:01                     |
| 18.                      | „Outro”                  | 1:51                     |
|                          |                          | 58:22                    |

## Pozycja na liście sprzedaży

### Pozycja na liście tygodniowej
| Kraj   | Lista (2021)  | Najwyższa pozycja |
| ------ | ------------- | ----------------- |
| Polska | OLiS – albumy | 1                 |

## Certyfikaty
| Kraj          | Certyfikat  | Sprzedaż |
| ------------- | ----------- | -------- |
| Polska (ZPAV) | złota płyta | 15 000+  |